# 信託分別管理
信託分別管理（しんたくぶんべつかんり、英: segregation）とは、自社の資産と顧客の資産を分けて管理する為に、信託銀行等と信託契約を締結し、顧客からの預かり資産を信託口座にて管理することをいう。信託保全、信託保全管理などともいう。
日本などでは信託分別管理が義務化されているが、海外、特にタックス・ヘイブンの金融機関では顧客の資産を通常業務に使用している場合があり、その際は金融機関が破綻すると、顧客の資産は返却されない場合がある。日本に営業のための子会社がある場合でも、その金融機関の本社がある国の法律に従うのが基本である。

## 特徴
信託口座による信託分別管理が行われることで、業者等が破綻した場合には、信託管理人が信託銀行から信託財産の交付を受けた上で、当該財産の範囲内で業者等の顧客に帰属すべき資産を返還する。
但し、本制度は顧客の資産の元本を保証するものではない。取扱商品の相場の変動等により、顧客が業者等に預託した金額の範囲を超える損失が発生するリスクがある。
尚、信託銀行は業者等から信託された金銭の管理のみを行い、業者等および信託管理人の監督および選任の責任を負わない。また、信託銀行が業者等に替わり顧客に対する資産の支払い義務を負うものではないため、業者等の顧客は信託銀行に対し資産の支払いを直接請求することは出来ない。

## 外国為替証拠金取引
2009年8月1日施行の金融商品取引業等に関する内閣府令の改正により、外国為替証拠金取引（FX）での信託分別管理が義務化されている。
以下は信託分別管理先の例。括弧内は信託分別管理先。順不同。
- マネースクエア…（三井住友銀行）
- 外為オンライン…（三井住友銀行、みずほ信託銀行、日証金信託銀行）
- 外為どっとコム…（三井住友銀行、みずほ信託銀行、あおぞら銀行、SBIクリアリング信託）
- GMOクリック証券…（三井住友銀行、みずほ信託銀行、三井住友信託銀行、日証金信託銀行）
- SMBC日興証券…（三井住友銀行）
- マネーパートナーズ…（三井住友銀行、みずほ信託銀行）
- FXプライムbyGMO…（みずほ信託銀行）
- インヴァスト証券…（三井住友銀行）

など
主な信託分別管理先銀行
- 三井住友銀行
- 三井住友信託銀行
- みずほ信託銀行
- 三菱UFJ信託銀行
- SG信託銀行
- 新銀行東京
- トランスバリュー信託
- 日証金信託銀行
- 野村信託銀行

など

## CFD
2010年4月1日施行の平成21年金融商品取引法等の一部改正に係る政令・内閣府令により、CFDでの信託分別管理が義務化されている。

## 暗号資産
2017年4月1日施行の資金決済に関する法律の改正により、第63条の11第1項にて暗号資産の信託分別管理が義務化されている。

## 前払式支払手段
金融機関の信託分別管理とは少し異なるが、資金決済に関する法律により、前払式支払手段（商品券やプリペイドカードなどで、ポイントは含まれない）の未使用残高が1000万円超の場合は、半額以上を供託所（法務局）に供託するか（第14条）、信託会社等に信託する必要がある（第16条）。倒産時はこの範囲内の分に関しては、優先的に返金される（第31条第1項）。

## 参照
1. ↑  区分管理方法の信託一本化 | 一般社団法人金融先物取引業協会
2. ↑  平成21年金融商品取引法等の一部改正に係る政令案・内閣府令案等に対するパブリックコメントの結果等について：金融庁
3. ↑  仮想通貨から暗号資産へ―暗号資産をめぐる法改正の動向（利用者保護のためのルール整備）― 国民生活センター
4. ↑  第190回国会における金融庁関連法律案：金融庁
5. ↑  一般社団法人日本資金決済業協会｜前払式支払手段発行業の概要